# Emily Brontë
Emily Jane Brontë (Thornton, 30 luglio 1818 – Haworth, 19 dicembre 1848) è stata una scrittrice britannica dell'età vittoriana, nonché una delle sorelle Brontë, famosa per il suo unico romanzo Cime tempestose del 1847.

## Biografia
Emily nacque a Thornton, nello Yorkshire, il 30 luglio 1818, quinta di sei figli: Maria (23 aprile 1814 - 6 maggio 1825), Elizabeth (8 febbraio 1815 - 15 giugno 1825), Charlotte (21 aprile 1816 - 31 marzo 1855), Branwell (26 giugno 1817 - 24 settembre 1848) e Anne (17 gennaio 1820 - 28 maggio 1849). Nel 1820 la famiglia si trasferì a Haworth, dove il padre di Emily, Patrick (17 marzo 1777 - 7 giugno 1861), era stato nominato curato perpetuo. Fu in questo ambiente che fiorì il talento letterario delle sorelle Brontë. Durante l'infanzia, dopo la morte della madre Maria Branwell (1783 - 15 settembre 1821), i sei bambini furono affidati alle cure della governante Tabitha "Tabby" Aykroyd, vedova di mezza età che prestò servizio nella canonica dal 1825 fino alla morte, avvenuta nel 1855, delle sorelle Nancy e Sarah Garrs e della zia Elizabeth Branwell, giunta da Penzance per assistere la sorella durante la malattia e in seguito rimasta per accudire i nipoti.
Tra il 1824 e il 1825 Emily e le tre sorelle maggiori (Charlotte, Elizabeth e Maria) frequentarono la Clergy's Daughters School di Cowan Bridge; le condizioni di vita malsane dell'istituto, l'igiene trascurata, il vitto insufficiente e l'atmosfera permeata di fanatismo religioso saranno in seguito immortalate da Charlotte nel romanzo Jane Eyre. All'inizio del 1825 Maria, la maggiore, si ammalò di tubercolosi e fu riportata a casa, dove morì nel mese di maggio, seguita un mese dopo dalla secondogenita Elizabeth. Il manifestarsi di un'epidemia di tifo nel collegio indusse il reverendo Patrick a riportare a casa anche Charlotte ed Emily, la cui salute rimase comunque irreparabilmente minata. Durante la permanenza presso la scuola di Cowan Bridge, Emily, all'epoca di sei anni, fu descritta da una delle insegnanti come una bambina adorabile, l'autentica favorita di tutta la scuola.
Il talento letterario di Emily, così come quello degli altri fratelli, si sviluppò in età molto precoce. Secondo un'annotazione di Charlotte, tutto era partito da un gioco infantile, ossia "facciamo finta di avere un'isola ciascuno"; nello stesso periodo, di ritorno dalla scuola di Cowan Bridge, i bambini ricevettero in dono dal padre una scatola di soldatini, con i quali si divertivano ad immaginare le più disparate avventure: nacque così Young Men, il primo ciclo narrativo dei ragazzi Brontë. Risalgono a quegli stessi anni (1826-1827) anche Our Fellows e Tales of Islanders, cicli ispirati l'uno dalle Favole di Esopo, l'altro dalla fantasia di poter avere un'isola tutta per sé.
Le due sorelle minori avevano un ruolo di secondo piano nell'invenzione delle complicate vicende al centro di questi cicli, ma, quando Branwell, in assenza di Charlotte (nel frattempo iscritta alla scuola di Roe Head nel 1831), si dedicò a fondere le complesse e intricatissime vicende degli Young Men in un unico resoconto, Emily e Anne ricominciarono a lavorare al ciclo Islanders, abbandonato dai fratelli maggiori qualche tempo prima. Nel giro di pochi anni, Islanders si evolse in un nuovo ciclo chiamato Gondal. Gondal era un'isola fittizia del Pacifico settentrionale il cui territorio era suddiviso in regni per lo più rivali: gli abitanti dell'isola erano protagonisti di intrighi politici, sanguinose vendette e complesse storie d'amore che Emily e Anne misero, almeno in parte, per iscritto. Se si escludono le poesie di Emily e Anne "firmate" dai vari personaggi, l'intero "ciclo di Gondal" è andato perduto, non si sa se accidentalmente o intenzionalmente, e la ricostruzione delle vicende è a tutt'oggi piuttosto problematica e controversa.
Il 12 luglio 1836 Emily scrisse Will the day be bright or cloudy?, poesia gondaliana in cui l'avvenire di una bambina viene paragonato all'evolversi della giornata. Fra le circa duecento poesie di Emily giunte fino a noi, questa è la più antica, ma non è da escludere che l'autrice possa aver cominciato a dedicarsi alla poesia qualche anno prima. Il primo scritto di Emily pervenutoci è un breve brano autobiografico, di tono ironico e infantile, contenente numerosi errori di ortografia e punteggiatura, scritto con la collaborazione della sorella Anne e datato 24 novembre 1834:
It is past Twelve o'clock Anne and I have not tidied ourselves, done our bedwork or done our lessons and we want to go out to play we are going to have for Dinner Boiled Beef, Turnips, potatoes and applepudding. The Kitchin is in a very untidy state Anne and I have not done our music exercise which consists of b major Taby said on my putting a pen in her face Ya pitter pottering there instead of pilling a potate I answered O Dear, O Dear, O dear I will directly with that I get up, take a knife and begin pilling (finished) pilling the potatoes papa going to walk Mr. Sunderland expected. 
Anne and I say I wonder what we shall be like and what we shall be and where we shall be if all goes on well in the year 1874–in which year I shall be in my 57th year Anne will be going in her 55th year Branwell will be going in his 58th year And Charlotte in her 59th year hoping we shall all be well at that time we close our paper
Emily and Anne»
Ho nutrito Rainbow, Diamond Snowflake Jasper alias fagiano stamattina Branwell è andato giù da Mr. Driver e ha portato la notizia che Sir Robert peel stava per essere invitato a candidarsi per rappresentare Leeds Anne ed io abbiamo sbucciato mele per Charlotte perché ci preparasse un dolce di mele e noci e mele per Zia Charlotte ha detto che lei fa i pudding perfettamente e che lei era di intelletto pronto ma limitato. Taby ha appena detto Anne viene a spellapatata (cioè pela le patate) Zia è entrata in cucina ora e ha detto Anne dove hai appoggiato i piedi Anne ha risposto sul pavimento Zia papà ha aperto la porta dello studio e ha dato a Branwell una lettera dicevo ecco Branwell leggi questo e mostrala a tua Zia e a Charlotte - i Gondals stanno esplorando l'interno di Gaaldine Sally mosley sta facendo il bucato nel retro cucina
È passato mezzogiorno Anne ed io non si siamo lavate, non abbiamo rifatto i letti o fatto i compiti
e vogliamo uscire a giocare per cena avremo Manzo Lesso, Rape, patate e torta di mele. La cucina è in uno stato davvero disastroso Anne ed io non abbiamo fatto il nostro esercizio di musica che consiste in un Si maggiore Taby ha detto mentre le passavo la penna sulla faccia Tu qui scribacchi e scarabocchi anziché pelare le patate io ho risposto O santo cielo O santo cielo O santo cielo lo farò immediatamente con ciò mi alzo prendo un coltello ed inizio a sbucciare (finito di sbucciare patate) papà è andato a fare una camminata si aspetta Mr. Sunderland.
Anne ed io ci diciamo chissà che aspetto avremo cosa saremo e dove saremo se va tutto bene nell'anno 1874 - anno in cui io sarò nel mio cinquantasettesimo anno Anne entrerà nel suo cinquantacinquesimo Branwell sarà nel suo cinquantottesimo E Charlotte nel cinquantanovesimo sperando che staremo tutti bene a quel tempo chiudiamo il nostro scritto
Emily ed Anne»
(Juliet Barker, The Brontës: A Life in Letters, Viking, Londra, 1997, pagg. 29-30)
Nel 1838 Emily iniziò a lavorare come insegnante presso la scuola di Law Hill, vicino ad Halifax (West Yorkshire). Restò lì per circa sette mesi, lasciandosi dietro la reputazione di essere disordinata, distratta e intrattabile, ma, nonostante gli orari pesanti che la routine scolastica imponeva ("lavori pesanti dalle sei di mattina fino alle undici di sera, con mezz'ora soltanto di ricreazione in mezzo), riuscì a scrivere un numero considerevole di poesie. Tornata a Haworth, Emily si dedicò alle faccende di casa, ma anche alla pittura, al pianoforte e al ciclo narrativo di Gondal. Lasciò nuovamente la canonica nel 1842, quando partì alla volta di Bruxelles insieme alla sorella Charlotte, per approfondire la conoscenza delle lingue presso una scuola privata. Emily rimase in Belgio per circa un anno: a novembre tornò a casa per il funerale della zia Elizabeth Branwell, deceduta all'età di sessantasei anni a causa di un'occlusione intestinale; ella lasciò alle tre nipoti un'eredità di 900 sterline (equivalenti a circa 53 000 sterline odierne), investite in azioni.
Nel gennaio successivo Charlotte ripartì per Bruxelles, mentre Emily, al contrario, rimase a casa, dove tornò ad occuparsi delle sue mansioni di padrona di casa e della sua attività poetica.
Nell'autunno del 1845 Charlotte trovò uno dei quaderni di poesie di Emily. Rimase talmente colpita dai versi da pensare immediatamente alla pubblicazione di un volume che raccogliesse le poesie di tutte le sorelle. Convincere Emily, indignatissima per l'invadenza della sorella, non fu per nulla facile, ma, con la promessa che la loro identità sarebbe stata protetta da pseudonimi (che le sorelle crearono a partire dalle loro iniziali), Charlotte riuscì infine a strapparle il consenso e, l'anno seguente, il volume uscì con il titolo Poems by Currer, Ellis, and Acton Bell. Ne vennero vendute due sole copie, ma Ellis (ovvero Emily) ricevette critiche lusinghiere.
Nel gennaio del 1847 l'editore Newby accettò di pubblicare i romanzi di Ellis e Acton Bell, rispettivamente Cime tempestose e Agnes Grey, che, tuttavia, furono pubblicati soltanto a dicembre, sulla scia dell'enorme successo di Jane Eyre di Currer Bell. Cime Tempestose fu oggetto di notevole scandalo: i critici lamentavano la mancanza di un fine morale della vicenda e solo pochi ne notarono l'originalità e la potenza. Oggigiorno il romanzo, la cui struttura innovativa fu riconosciuta inizialmente solo da pochi recensori, è considerato un classico della letteratura mondiale e uno dei migliori esempi della letteratura vittoriana, per quanto sia impregnato di uno spirito in parte romantico in parte del tutto originale.
Di salute cagionevole sin dai tempi della scuola di Cowan Bridge, Emily Brontë era affetta da tubercolosi ed entrò in fase terminale già al principio del 1848, allorché era impegnata, come risulta da una lettera del suo editore, nella stesura del suo secondo romanzo, andato perduto. Le condizioni di Emily peggiorarono drasticamente a settembre dello stesso anno, dopo il decesso del fratello Branwell, morto appena trentunenne di delirium tremens e da anni vittima di alcolismo e dedito all'uso di oppio e laudano. Il modo in cui Emily affrontò la malattia contribuì non poco a consolidarne il mito: Charlotte, nelle sue lettere, scrisse che la sorella, consapevole dell'esito letale della propria malattia, non solo rifiutava medicine e medici, ma si ostinava a voler svolgere tutte le mansioni domestiche, delle quali si era sempre occupata, impedendo a chiunque di darle il benché minimo aiuto, nonostante a volte le mancasse il fiato persino per parlare. Solo il mattino del 19 dicembre Emily dichiarò di essere pronta a vedere un medico e poco dopo entrò in agonia. Morì alle due del pomeriggio dello stesso giorno e fu sepolta nella cappella di famiglia, nella chiesa di St. Michael and All Angels a Haworth, nel West Yorkshire.

## Origine del cognome Brontë
Il cognome del padre Patrick era in origine Prunty, o forse Brunty o O' Prantee, ma lui, ad un certo punto della sua vita, decise di cambiarlo in Brontë (la dieresi sta a indicare che la lettera 'e' finale non è muta come suggerirebbe la regola dell'inglese moderno). Si ipotizza che tale cambiamento sia avvenuto dopo il conferimento, da parte del Re Ferdinando di Borbone, del titolo di Duca di Bronte al famoso ammiraglio Horatio Nelson (Bronte è una cittadina della Sicilia).

## Nella cultura popolare
- Nel 1946 è uscito il film Appassionatamente in cui il suo personaggio era stato interpretato dall'attrice Ida Lupino.
- Nel 1978 esce la canzone Wuthering Heights della cantante Kate Bush, chiaro riferimento al libro.
- Nel 1979 esce il film francese Les Sœurs Brontë, nel quale il suo personaggio è interpretato dall'attrice Isabelle Adjani.
- Nel 2022 è uscito il film Emily in cui il suo personaggio è interpretato dall'attrice Emma Mackey.

## Traduzioni
- Per le edizioni di Cime tempestose si veda la voce apposita.
- Emily Brontë, Poesie, a cura di Ginevra Bompiani, Torino: Einaudi, 1971 ("Collezione di poesia" n. 86)
- Charlotte, Emily e Anne Brontë, Lettere, a cura di Barbara Lanati, trad. di Susanna Basso, Torino: La Rosa, 1979; Milano: SE, 2002.
- Emily, Charlotte e Anne Brontë, Poesie, a cura e per la traduzione di Erminia Passannanti e Serafina Bartoli, Slerno: Ripostes, 1989 (volume antologico).
- Emily Brontë, 35 poesie, a cura di Anna Luisa Zazo, Milano: A. Mondadori, 1997 ("I miti. Poesia" n. 43).
- Charlotte, Emily, Anne Brontë, Un così forte desiderio di ali. Lettere 1829-1855, a cura di Franca Gollini, prefazione di Eleonora Chiavetta, Ferrara: Tufani, 1997.
- Emily Jane Brontë, Poesie. Opera completa, a cura di Anna Luisa Zazo, Milano: Mondadori, 1997 ("Oscar classici" n. 421).
- Emily, Charlotte e Anne Brontë, Lettere inedite, a cura e per la traduzione di Erminia Passannanti, Salerno: Ripostes, 2000 (volume antologico).
- Emily Brontë, I componimenti in francese, a cura e traduzione di Maddalena De Leo, Salerno: Ripostes, 2002.
- Anne, Charlotte, Emily Brontë, Poesie, a cura di Silvio Raffo, Milano: Arnoldo Mondadori Editore, 2004 (con introduzione di Muriel Spark).
- Emily Brontë, Stelle e altre poesie, a cura di Piera Mattei, Pistoia: Via del Vento, 2005
- Emily Brontë, La musa tempestosa, a cura di Silvio Raffo, Milano: "Corriere della Sera", 2012
- Charlotte e Emily Brontë, I componimenti di Bruxelles, traduzione e cura di Maddalena De Leo, Ripostes, 2016